# Uegitglanis zammaranoi
Uegitglanis zammaranoi (лат.) — вид лучепёрых рыб из семейства клариевых, единственный в роде Uegitglanis. Научное название рода происходит от слов Uegit — название водоёма в Египте и Сомали; и лат. glanis — «сом» (рыба, которая может съесть приманку, не касаясь крючка).

## Описание
Общая длина достигает 10,1 см. Голова короткая, местами уплощенная сверху. Глаза небольшие. Усы умеренной длины. Туловище вытянутое. Спинной плавник очень длинный. Грудные плавники широкие, с округлыми кончиками, короткой основой. Анальный плавник умеренной длины. Хвостовой плавник широкий, короткий.
Окраска коричневая, плавники светлее, чем основной фон.

## Образ жизни
Биология плохо изучена. Отдаёт предпочтение пресным водоёмам. Является демерсальной рыбой. Встречается в мелких реках. Этот сом активен во время сумерек. Днём прячется в пещерах глубиной 1,25 м. Питается мелкими водными беспозвоночными.

## Распространение
Обитает в реках Сомали: Уэби-Шабелле и Джуббе.